# Zabłocie (sielsowiet Podświle)
Zabłocie (biał. Забалоцце, Zabałoccie) – dawny zaścianek. Tereny na których był położony, leżą obecnie na Białorusi, w obwodzie witebskim, w rejonie głębockim, w sielsowiecie Podświle.
Nazwa dawniej używana to Wieczność.

## Historia
W czasach zaborów ówczesny zaścianek leżał w granicach Imperium Rosyjskiego.
W latach 1921 – 1945 folwark leżał w Polsce, w województwie wileńskim, w powiecie dziśnieńskim, do 11 kwietnia 1929 w gminie Dokszyce, następnie w gminie Hołubicze.
Według Powszechnego Spisu Ludności z 1921 roku zamieszkiwało tu 7 osób, wszystkie były wyznania prawosławnego i zadeklarowały białoruską przynależność narodową. Był tu 1 budynek mieszkalny. W 1931 w 1 domu zamieszkiwało 5 osób.
Miejscowość należała do parafii rzymskokatolickiej prawosławnej w Hołubiczach. Podlegała pod Sąd Grodzki w Głębokiem i Okręgowy w Wilnie; właściwy urząd pocztowy mieścił się w Hołubiczach.